# Geocharis (roślina)
Geocharis (K. Schum.) Ridl. – rodzaj bylin z rodziny imbirowatych (Zingiberaceae). Obejmuje 6 gatunków występujących na obszarze od zachodniej Malezji i Sumatry, poprzez Borneo po Filipiny.

## Morfologia
PokrójRośliny zielne z grubym, pełzającym kłączem.
KwiatyZebrane w luźny, szczytowy kwiatostan na bezlistnej osi. Przysadki cienkie, rozproszone, nie osłaniające osi kwiatostanu, wspierające po dwa kwiaty. Kwiaty białe, żółte lub czerwone. Kielich zrosły w długą rurkę, z trzema ząbkami. Korona składa się z trzech listków tworzących rurkę podobnej długości jak kielich. Warżka (labellum) w dolnej części zrosła z nitką płodnego pręcika w rurkę. Szczytowa część warżki wąska, dwudzielna. Słupek pojedynczy z trójkomorową zalążnią.
OwocWąskoeliptyczna, mięsista torebka, nasiona z mięsistą osnówką.

## Systematyka
Pozycja i podział według APWeb (aktualizowany system APG III z 2009)
Rodzaj należący do podrodziny Alpinioideae Link, rodziny imbirowatych (Zingiberaceae) będącej kladem siostrzanym rodziny kostowcowatych Costaceae. Wraz z nią należy do rzędu imbirowców (Zingiberales) należącego do jednoliściennych (monocots) w obrębie roślin okrytonasiennych.
Wykaz gatunków
- Geocharis aurantiaca Ridl.
- Geocharis fusiformis (Ridl.) R.M.Sm.
- Geocharis macrostemon (K.Schum.) Holttum
- Geocharis radicalis (Valeton) B.L.Burtt & R.M.Sm.
- Geocharis rubra Ridl.
- Geocharis secundiflora (Ridl.) Holttum